# Sangala beata
Sangala beata är en fjärilsart som beskrevs av Walker 1856. Sangala beata ingår i släktet Sangala och familjen mätare. Inga underarter finns listade.